# Marcia Cross
Marcia Anne Cross, född 25 mars 1962 i Marlborough, Massachusetts, är en amerikansk skådespelare. Under 1990-talet var Cross mest känd för sin roll som den elaka Kimberly i TV-serien Melrose Place. För rollen som Bree i tv-serien Desperate Housewives har hon blivit både Emmy- och Golden Globe-nominerad. 
Den 20 februari 2007 födde Cross tvillingflickorna Eden och Savannah på ett sjukhus i Los Angeles. Fadern heter Tom Mahoney. Marc Cherry, manusförfattaren för Desperate Housewives, tvingades ändra manuset när Marcia blev gravid.

## Filmografi
- 1984 – The Edge of Night – Liz Correll (okända avsnitt)
- 1985 – Brass – Victoria Willis
- 1986 – Pros & Cons – Lynn Erskine
- 1986 – The Last Days of Frank and Jesse James – Sarah Hite
- 1986 – Tales From the Darkside – Marie Alcott (1 avsnitt)
- 1986 – Another World – Tanya (okända avsnitt)
- 1986 – One Life to Live – Katheryn "Kate" Saunders (okända avsnitt)
- 1988 – Almost Grown – Lesley Foley (1 avsnitt)
- 1989 – It's Garry Shandling's Show – Christine (1 avsnitt)
- 1989 – Skål – Susan Howe (1 avsnitt)
- 1989 – Just Temporary – Amy
- 1989 – Who's the Boss – Kelly (1 avsnitt)
- 1989 – Doctor Doctor – Lesley North (1 avsnitt)
- 1989–1990 – Booker – Sherrie Binford (2 avsnitt)
- 1990 – Quantum Leap – Stephanie Heywood (1 avsnitt)
- 1990 – Bad Influence – Ruth Fielding
- 1990 – Storm and Sorrow – Marty Hoy
- 1991 – Jake and the Fatman – Älskarinnan
- 1991 – Pros & Gons – Lynn (1 avsnitt)
- 1991–1992 – Knots Landing – Victoria Broyelard (21 avsnitt)
- 1992 – Murder, She Wrote – Marci Bowman (1 avsnitt)
- 1992 – Herman's Head – Prinsessan Gillian (1 avsnitt)
- 1992–1997 – Melrose Place – Dr. Kimberly Shaw/Dr. Kimberly Shaw Mancini (114 avsnitt)
- 1993 – Raven – Carla Dellatory (1 avsnitt)
- 1994 – M.A.N.T.I.S. – Carla
- 1995 – Ripple – Ali
- 1995 – Mother's Day – Denise
- 1995 – Mord, mina herrar – Leslie Dolan (1 avsnitt)
- 1996 – Always Say Goodbye – Anne Kidwell
- 1996 – Eves frestelser – Beth Stephens
- 1996 – All She Ever Wanted – Rachel Stockman
- 1997 – Ned and Stacey – Diana Huntley (3 avsnitt)
- 1997 – Seinfeld – Dr. Sara Sitarides (1 avsnitt)
- 1998 – Target Earth – Karen MacKaphe
- 1999 – The Outer Limits – Katherine "Kate" Woods
- 1999 – Bot Meets World – Rhiannon Lawrence (4 avsnitt)
- 1999 – Touched by an Angel – Lauren (1 avsnitt)
- 2000 – Dancing in September – Lydia Gleason
- 2000 – Profiler – Pamela Martin (1 avsnitt)
- 2000 – Spin City – Joan Calvin (1 avsnitt)
- 2000 – Ally McBeal – Myra Robbins (1 avsnitt)
- 2001 – Strong Medicine – Linda Loren (1 avsnitt)
- 2001 – Living in Fear – Rebecca Hausman
- 2001 – CSI – Julia Fairmont (1 avsnitt)
- 2002 – Eastwick – Jane Spofford
- 2002 – Bank – Amerikansk skådespelerska
- 2002–2003 – Kungen av Queens - Debi (2 avsnitt)
- 2003 – The Wind Effect – Molly
- 2003–2004 - Everwood – Dr. Linda Abbott (18 avsnitt)
- 2004–2012 – Desperate Housewives – Bree Van De Kamp/Bree Hodge
- 2009 – Just Peck – Cheryl Peck